# Rift Albertino

Mappa del rift dell'Africa orientale: il ramo occidentale in rosso rappresenta il rift Albertino, mentre il ramo orientale è costituito dal rift di Gregory.

Il rift Albertino rappresenta il ramo occidentale del sistema di fratture del rift dell'Africa orientale, mentre il ramo orientale è costituito dal rift di Gregory. 
Si estende su parte di Uganda, Repubblica democratica del Congo, Ruanda, Burundi e Tanzania, partendo dall'estremità settentrionale del Lago Alberto per terminare all'estremità meridionale del Lago Tanganica. Sono considerati come facenti parte del rift anche i monti circostanti e le valli che vi sono contenute.
Il rift è causato dalla separazione della placca somala dalla placca nubiana, a sua volta innescata da un pennacchio termico.

## Geologia
Il rift Albertino e le montagne circostanti sono il risultato dei movimenti tettonici che stanno gradatamente separando la placca somala dal continente africano. Le montagne che circondano il rift sono composte da basamento cristallino sollevatosi nel periodo Precambriano e in parte ricoperto da rocce vulcaniche in tempi recenti.

## Laghi e fiumi
La parte settentrionale del rift è attraversata da due grandi catene montuose, i monti Ruwenzori, tra il Lago Alberto e il Lago Edoardo, e i Monti Virunga tra il Lago Edoardo e il Lago Kivu. I monti Virunga formano una barriera tra il bacino del Nilo a nord ed est, e il bacino del fiume Congo a ovest e sud.
Il lago Edoardo è alimentato da numerosi grandi fiumi come il Rutshuru, e drena in direzione nord nel lago Alberto attraverso il fiume Semliki. Il Nilo Vittoria fluisce dal lago Vittoria verso l'estremità settentrionale del lago Alberto da cui esce col nome di Nilo Bianco poco a ovest, fluendo in direzione nord verso il Mar Mediterraneo.